# Viktor von Ponickau
Viktor von Ponickau (* 27. Juni 1808 in Falkenhain; † 7. April 1889 in Meuselwitz) war ein deutscher Großgrundbesitzer und Verwaltungsjurist. 

## Leben
Viktor von Ponickau stammte aus der Meißnischen Linie des Oberlausitzer Uradelsgeschlecht von Ponikau und war der Sohn des stift-naumburgischen Kammerrats Johann Heinrich Friedrich von Ponickau auf Falkenhain und der Viktoria Wilhelmine Friederike von Brenn (1779–1822), einer Schwester von Gustav von Brenn. Er studierte an der Universität Leipzig und wurde 1827 beim Corps Saxonia Leipzig aktiv. Am 11. Oktober 1838 heiratete er als Regierungsassessor Elisabeth von Minckwitz (1812–1862). Aus dieser Ehe gingen vier Kinder hervor, von denen Georg von Ponickau die väterlichen Güter erbte. Als Herr auf Pohla bei Bautzen und auf Falkenhain war er Vorsitzender der Kreisritterschaft und preußischer Landrat des Kreises Zeitz in der Provinz Sachsen von 1840 bis 1848.
Als Kirchenpatron der Dorfkirche Falkenhain stiftete er selbiger um 1860 eine neue Orgel.

## Siehe auch

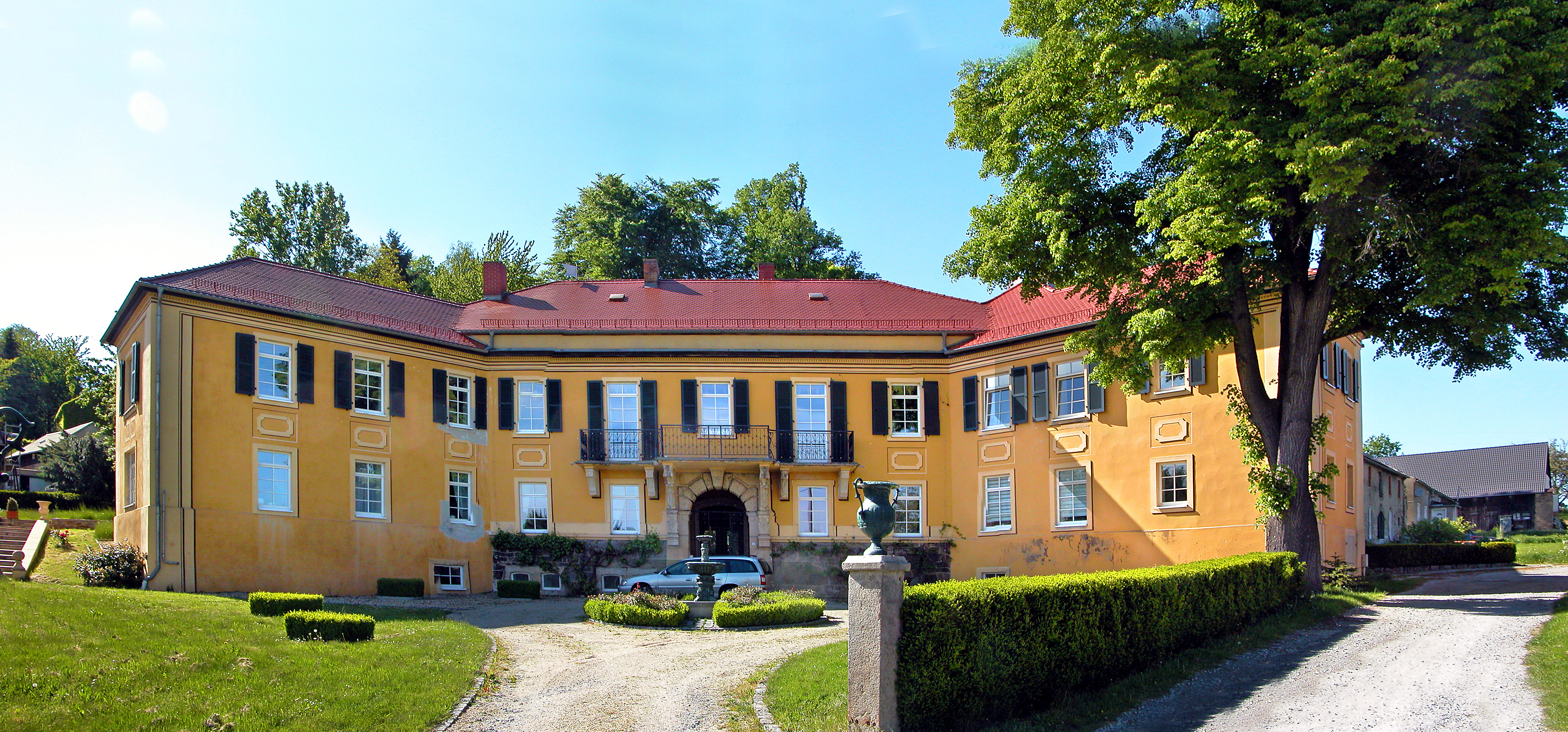
Schloss Pohla